# Henry Sewell
Henry Sewell (ur. 7 września 1807 w Newport, zm. 14 maja 1879 w Cambridge) – nowozelandzki polityk; pierwszy premier Nowej Zelandii od 7 maja do 20 maja 1856.